# Agathis montana
Agathis montana е вид растение от семейство Араукариеви (Araucariaceae). Видът е критично застрашен от изчезване.

## Разпространение
Разпространен е в Нова Каледония.